# Епископ тимочки Методије
Методије (световно Милан Муждека, Хајтић (Глина), 2. фебруар 1912. — Београд, 20. фебруар 1977) је био епископ Српске православне цркве.

## Биографија
Епископ Методије (световно, Милан Муждека) рођен је 2. фебруара 1912. у селу Хајтићу код Глине, од оца Стевана и мајке Марије. Основну школу завршио је у Хајтићу, гимназију у Глини, а богословију у Битољу.
На Богословском факултету је дипломирао 1939. и исте године примио монашки чин у манастиру Раковици. У чин јерођакона рукоположен је у априлу месецу исте године, а у чин презвитера у јулу месецу. Протосинђелом је постао 1947, а архимандритом 1955. године. До избора за епископа био је професор богословије у Призрену (1939—1941), катихета Пете мушке гимназије у Београду (1941—1947), професор богословије у Призрену (1947—1951), у манастиру Раковици 1951-1955. и ректор богословије у Призрену (1955—1971).
За епископа тимочког хиротонисан је 4. јула 1971. Његов архипастирски рад убрзо је прекинут болешћу. Умро је 20. фебруара 1977. у Београду, а сахрањен у манастиру Букову.